# Prowadzenie (wspinaczka sportowa)

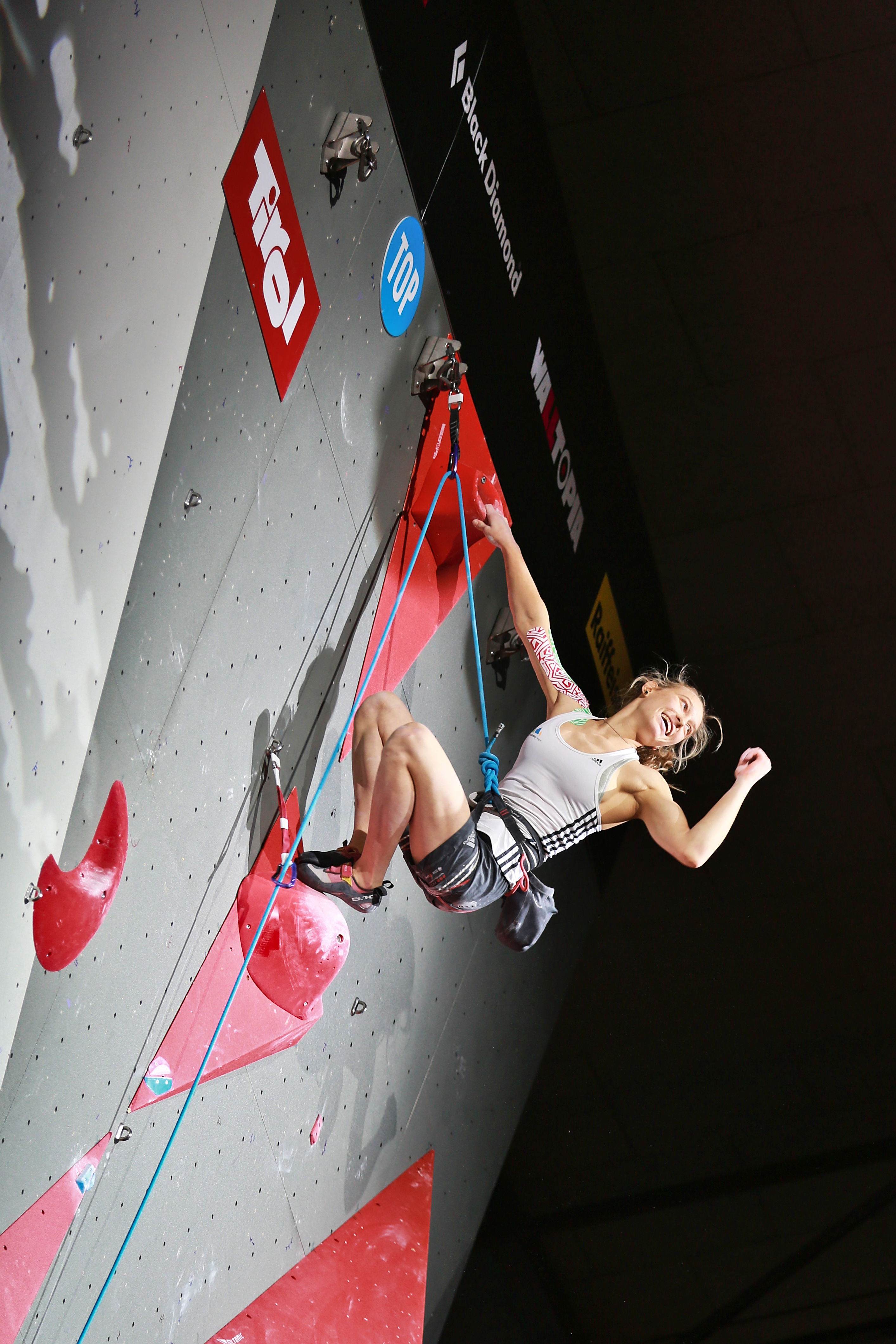
Janja Garnbret tuż po zdobyciu topa na mistrzostwach w Innsbrucku w 2018

Prowadzenie, wspinaczka na trudność – jedna z konkurencji wspinaczki sportowej oraz dyscypliny olimpijskiej w formacie wspinaczki łącznej od 2020.
Trudność w tej konkurencji polega na tym, że zawodnicy próbują wspiąć się jak najwyżej na ścianę o wysokości 15 metrów w ciągu sześciu minut. Wspinacz używa liny zabezpieczającej, przyciągając ją przez ekspresy zainstalowane wzdłuż całej trasy (sprzęt asekuracyjny nie utrudnia poruszania się). Gdy dojdzie do szczytu i wepnie linę w górny ekspres przed upływem tego czasu, oznacza to pełne ukończenie wspinaczki (zdobycie tzw. topu). Jeśli wspinacz odpadnie od ściany, otrzymuje punkty za ostatni chwyt (uchwyt) lub stopień, który zaliczył (w przypadku remisu punktowego elementem decydującym o miejscu może być czas). Nie ma możliwości ponownego rozpoczęcia wspinaczki.